# Mettenberggroeve V

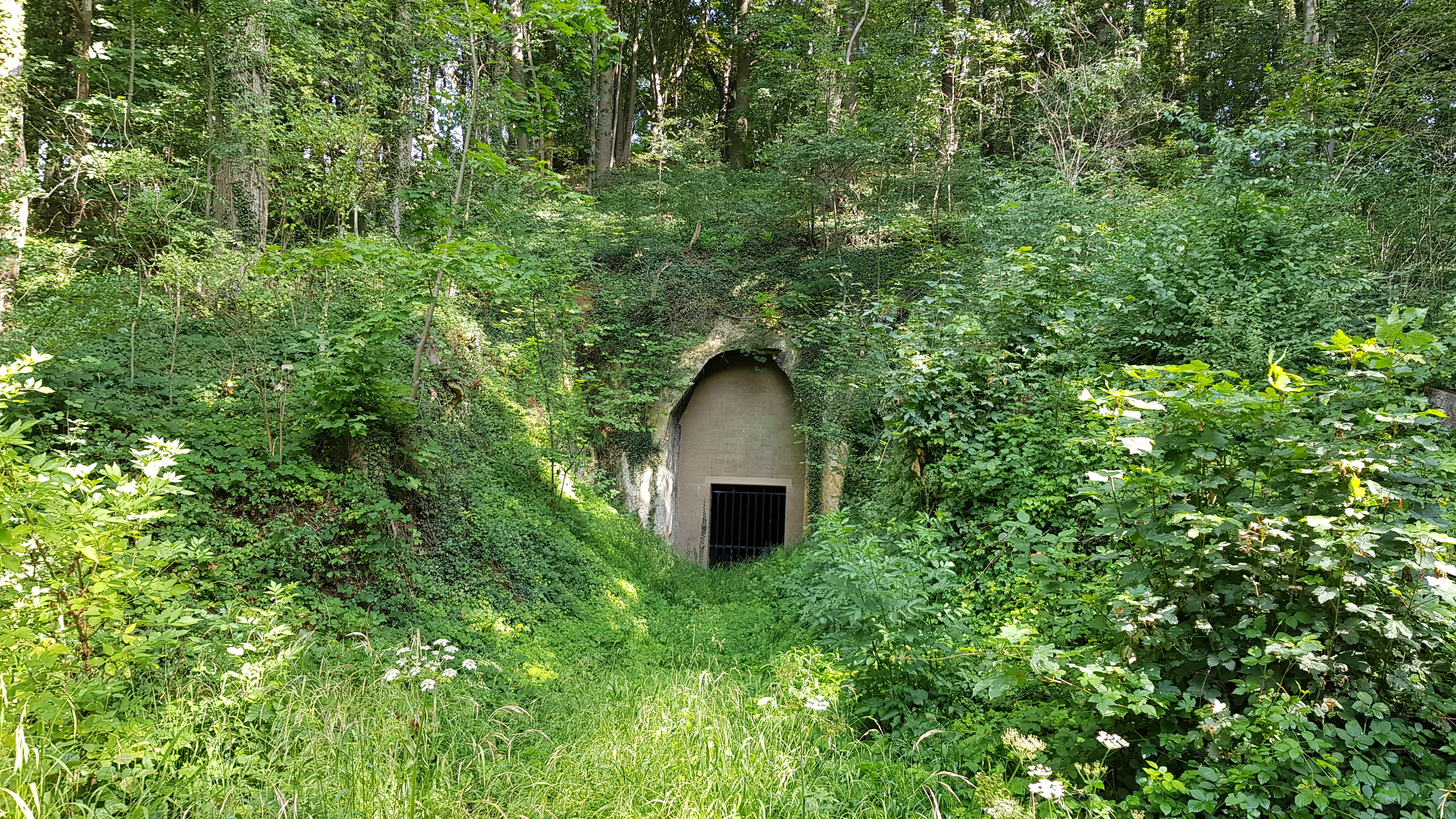
ingang van Mettenberggroeve V

De Mettenberggroeve V is een Limburgse mergelgroeve in de Nederlandse gemeente Eijsden-Margraten in Zuid-Limburg. De groeve ligt ten zuidoosten van Bemelen op de zuidelijke helling van de Mettenberg. De groeve ligt aan de westelijke rand van het Plateau van Margraten in de overgang naar het Maasdal. In de omgeving duikt het plateau een aantal meter steil naar beneden. De groeve ligt in het gebied van Bemelerberg & Schiepersberg.
Op ongeveer 400 meter naar het noordoosten ligt Mettenberggroeve IV, op ongeveer 550 meter naar het noordoosten ligt Mettenberggroeve III, op ongeveer 800 meter naar het zuidwesten liggen Mettenberggroeve I en Mettenberggroeve II, op ruim 200 meter naar het oosten ligt de ingang van de Roothergroeve en de Schoorberggroeve I, op ongeveer 250 meter naar het oosten ligt Schoorberggroeve II en op ongeveer 675 naar het zuiden ligt de Bunderberggroeve.
Voor de groeve staat lager op de helling Kalkoven De Valk.

## Geschiedenis
De groeve werd door blokbrekers ontgonnen voor de winning van kalksteenblokken.

## Groeve
De Mettenberggroeve V heeft een diepte van ongeveer 60 meter de heuvel in en heeft maar een enkele zijgang.
De ingang van de groeve is afgesloten met traliewerk, zodat vleermuizen de groeve kunnen gebruiken als verblijfplaats.
De groeve ligt op het terrein van het Het Limburgs Landschap. In 2016 werd de groeve op veiligheid onderzocht en deels goedgekeurd.